# Temelucha connata
Temelucha connata är en stekelart som beskrevs av Dasch 1979. Temelucha connata ingår i släktet Temelucha och familjen brokparasitsteklar. Inga underarter finns listade i Catalogue of Life.